# Klaksvík község
Klaksvík község (feröeriül: Klaksvíkar kommuna) egy község Feröeren. Borðoy és Kalsoy szigetek egy részét, valamint Svínoy szigetét foglalja magába. A Kommunusamskipan Føroya önkormányzati szövetség tagja.

## Történelem
A község 1908-ban jött létre Norðoyar egyházközség szétválásával.
2005. január 1-jén csatolták hozzá a korábbi Mikladalur községet. 2009. január 1-jétől Svínoy község is a része.

## Önkormányzat és közigazgatás

### Települések
| Település          | Népesség | Mióta a község része | Előző község          | Megjegyzés         |
| ------------------ | -------- | -------------------- | --------------------- | ------------------ |
| Ánir (Ánirnar)     | 55       | 1908                 | Norðoyar egyházközség |                    |
| Árnafjørður        | 73       | 1908                 | Norðoyar egyházközség |                    |
| Klaksvík           | 4997     | 1908                 | Norðoyar egyházközség | A község székhelye |
| Mikladalur         | 27       | 2005. január 1.      | Mikladalur község     |                    |
| Norðoyri           | 110      | 1908                 | Norðoyar egyházközség |                    |
| Svínoy (település) | 31       | 2009. január 1.      | Svínoy község         |                    |
| Trøllanes          | 14       | 2005. január 1.      | Mikladalur község     |                    |

### Polgármesterek
- Gunvá við Keldu (2009–)[8][9]
- Steinbjørn O. Jacobsen (2001–2008)[10]
- Jógvan við Keldu (1993–2001)
- Jógvan við Keldu (1981–1989)

## Népesség
| Év              | Lakosság |
| --------------- | -------- |
| 1986. január 1. | 4865     |
| 1991. január 1. | 4944     |
| 1996. január 1. | 4484     |
| 2001. január 1. | 4781     |
| 2006. január 1. | 4888     |